# Roland Dubillard
Roland Dubillard (* 2. Dezember 1923 in Paris; † 14. Dezember 2011 in Vert-le-Grand) war ein französischer Schauspieler und Schriftsteller.

## Leben und Werk
Roland Dubillard schloss ein Philosophiestudium mit der Licence ab und frönte dann seiner Theaterleidenschaft, die sich an Antonin Artaud, Charles Dullin und Louis Jouvet orientierte. Ab 1947 (ab 1953 unter dem Titel Grégoire et Amédée) schrieb er auf Einladung von Jean Tardieu für den Hörfunk humoristische Sketche, die den Einfluss von Ionesco, Beckett und Boris Vian zeigen und die später unter dem Titel Diablogues gesammelt wurden. 1961 erzielte er mit seinem Stück Naive Tauben (Naïves hirondelles) einen herausragenden Theatererfolg. Ionesco nannte das Stück „bewundernswert“ (admirable). Weitere Stücke hatten ihre Fan-Gemeinde, blieben aber unter der Resonanz des ersten. Drei Stücke wurden ins Deutsche übersetzt. Die Académie française verlieh ihm 1995 den Grand Prix du Théâtre.
Der Schauspieler Roland Dubillard spielte in mehreren Filmen von Jean-Pierre Mocky, Patrice Leconte und Jacques Bral. Für seine Leistung in dem Film Quelque part quelqu’un (1972) von Yannick Bellon wurde er 1973 mit einem Darstellerpreis (Étoile de Cristal) ausgezeichnet.

## Werke (Auswahl)

### Theater
- Naïves hirondelles. (1961). Hrsg. Michel Corvin. Gallimard, Paris 2004.
  - (deutsch) Naive Tauben. Komödie in 3 Akten. Desch, München ohne Jahr. (übersetzt von Elmar Tophoven)
- La maison d’os. (1962) Gallimard, Paris 1966.
  - (deutsch) Das Knochenhaus. Desch, München 1966. (übersetzt von Widulind Clerc-Erle)
- Le jardin aux betteraves. Gallimard, Paris 1969, 2002.
  - (deutsch) Der Rübengarten. Stück in 2 Akten. Verlag der Autoren, Frankfurt 1969. (übersetzt von Eugen Helmlé)
- Si Camille me voyait. Les crabes ou Les hôtes et les hôtes. Gallimard-Jeunesse, Paris 1971, 2005.
- Où boivent les vaches. Tragi-comédie. Gallimard, Paris 1973.
- Le bain de vapeur. Mélodrame. Gallimard 2008.

### Diablogues
- Les Diablogues. Autres inventions à deux voix. L’Arbalète, Décines 1975, 1983.
- Les nouveaux diablogues. L’Arbalète, Décines 1988.
- La leçon de piano et autres diablogues. Gallimard, Paris 2009.
- Le gobe-douille et autres diablogues. Gallimard-Jeunesse, Paris 2000, 2013.

### Prosa und Poesie
- Olga ma vache. Les Campements. Confessions d’un fumeur de tabac français. Gallimard, Paris 1974. (Prosa)
- La Boîte à outils. L’Arbalète, Décines 1985, 1998. (Dichtung)
- Il ne faut pas boire son prochain. Fantaisie monstrueuse en quatre tableaux. Gallimard, Paris 1997.
- Carnets en marge. Gallimard, Paris 1998.
- Irma, la poire, le pneu et autres récits brefs. Mille et une nuits, Paris 2002. (Nachwort von Charlotte Escamez)
- Confessions d’un fumeur de tabac français (1974). Gallimard, Paris 2003.
- Je dirai que je suis tombé (1966) suivi de La boîte à outils (1985). Gallimard, Paris 2003, 2017.

## Filmografie (Auswahl)
- 1963: Alles wegen dieser Frauen (À cause, à cause d’une femme)
- 1967: Die Freunde der Margerite (Les compagnons de la marguerite)
- 1968: Die große Aktion (La grande lessive)
- 1971: Der Schrottplatz (La ville-bidon)
- 1973: Durch Paris mit Ach und Krach (Elle court, elle court la banlieue)
- 1974: Tödlicher Markt (France société anonyme)
- 1974: Wann sehen wir uns wieder, Grelu? (Ursule et Grelu)
- 1975: Angst über der Stadt (Peur sur la ville)
- 1975: Lily, hab mich lieb (Lily, aime-moi)
- 1977: Zwischen Tod und Leben (Les anneux de Bicêtre) / Fernsehfilm
- 1978: Der Zeuge (Le témoin)
- 1983: Die schöne Gefangene (La belle captive)
- 1984: Polar – Ein Detektiv sieht schwarz / Polar – Unter der Schattenlinie (Polar)
- 1985: Liebe und Gewalt (L’amour braque)
- 1986: Charlotte for Ever (Charlotte for Ever)